# Grenier de l'hôpital
Le grenier de l'hôpital est un monument historique situé à Haguenau, dans le département français du Bas-Rhin.

## Localisation
Ce bâtiment est situé au 2A, rue de la Filature à Haguenau.

## Historique
L'édifice fait l'objet d'une inscription au titre des monuments historiques depuis 1969.